# Незнакомец внутри (фильм, 2001)
«Незнакомец внутри» (англ. Stranger Inside) — телефильм 2001 года режиссёра Шерил Дунье. Одним из продюсеров фильма выступил Майкл Стайп, лидер группы R.E.M. Фильм рассказывает о судьбах афро-американок в тюрьме. Фильм демонстрировался на канале HBO.

## Сюжет
Треже Ли почти всю свою юность провела в тюрьме. По достижении ей 21 года её переводят в главное исправительное учреждение штата. У Треже есть одна мечта — отыскать свою мать, Маргарет по прозвищу Брауни. Она думала, что мать мертва, но оказалось, что она жива и находится как раз в том учреждении, куда переводят Треже.
Поначалу мать не признаёт Треже. Но потом мать и дочь сближаются. Брауни вовлекает Треже в тюремную торговлю наркотиками. Состоя в сговоре с офицером охраны, она распространяет наркотики среди заключённых.
Треже начинает понимать, что мать больше заботится о самой себе, и собственная выгода ей важнее всего. Брауни подговаривает дочь убить одну из девушек, обвиняя ту в присвоении денег. Но в результате разборки опасно ранят саму Брауни. Её помещают в больницу и Треже просит, чтобы у неё взяли кровь для переливания. И тут из медицинской карты выясняется, что на самом деле Брауни не мать Треже, а женщина, которая убила её настоящую мать.

## Актёрский состав
| В ролях            |  | Персонаж                            |
| ------------------ |  | ----------------------------------- |
| Йолонда Росс       |  | Треже Ли                            |
| Дейвения МакФедден |  | Маргарет 'Брауни' Ли, мать Треже    |
| Рейн Феникс        |  | Кит                                 |
| Элла Джойс         |  | «Каракуля» Олдридж                  |
| Кончата Феррелл    |  | Мама Касс                           |
| Эмили Курода       |  | Мин                                 |
| Ли Гарлингтон      |  | начальница тюрьмы Арнольд           |
| Келли Джо Минтер   |  | женщина на сеансе групповой терапии |

## Награды
Фильм получил следующие награды:
| Награды                                     | Награды | Награды                                     | Награды                       | Награды      |
| ------------------------------------------- | ------- | ------------------------------------------- | ----------------------------- | ------------ |
| Фестиваль / Премия                          | Год     | Награда                                     | Категория                     | Победитель   |
| Créteil International Women’s Film Festival | 2002    | Приз зрительских симпатий Особое упоминание | Лучший художественный фильм   | Шерил Дунье  |
| Gotham Awards                               | 2001    | Breakthrough Award                          |                               | Йолонда Росс |
| Independent Spirit Awards                   | 2001    | Producers Award                             |                               | Эффи Браун   |
| Кинофестиваль «Аутфест»                     | 2001    | Приз зрительских симпатий                   | Outstanding Narrative Feature | Шерил Дунье  |
| Miami Gay and Lesbian Film Festival         | 2001    | Special Jury Award                          |                               | Шерил Дунье  |
| Philadelphia Film Festival                  | 2001    | Приз зрительских симпатий                   | Best Feature                  | Шерил Дунье  |
| San Francisco International Film Festival   | 2001    | Приз зрительских симпатий                   | Outstanding Narrative Feature | Шерил Дунье  |
| Seattle Lesbian & Gay Film Festival         | 2001    | Приз зрительских симпатий                   | Favorite Narrative Feature    | Шерил Дунье  |